# Светска баштина у Турској
Турска је ратификовала Конвенцију о заштити светске културне и природне баштине 16. марта 1983. До 2021. године, на територији Турске се налазило 18 локација светске културне и природне баштине и то 16 локација културног наслеђа, а две и природног и културног наслеђа.

## Локалитети светске баштине
1. 1985 - Историјски делови Истанбула (з. Аја Софија, џамија Сулејманије, џамија султана Ахмета, Теодосијеви зидови, Топкапи Сараји )
2. 1985 - Национални парк Горема и споменици у стенама Кападокије
3. 1985 - Велика џамија и болница у Дивригију
4. 1986 - Рушевине Хатуше
5. 1987 - Монументалне гробнице на планини Немрут
6. 1988 - Рушевине Ксантоса са светилиштем Летоон
7. 1988 - Хијераполис и Памукале
8. 1994. - Стари град Сафранболу
9. 1998. - Археолошко налазиште Троја
10. 2011. - Селимија џамија и њен друштвени комплекс у Једрену
11. 2012 - Неолитско налазиште Чатал Хојук
12. 2014 - Бурса и Џумаликизик : рођење Османског царства
13. 2014 - Пергам и његов вишеслојни културни пејзаж
14. 2015 - тврђава Дијарбакир и културни пејзаж вртова Хевсел
15. 2015 - Ефес
16. 2016 - Археолошко налазиште Ани
17. 2017 - Афродизија
18. 2018. -Гобекли Тепе